# Ejakulace

Schematické zobrazení ejakulace

Ejakulace (z latinského eiaculatio [e:jakula:tio:] - vymrštění) je proces prudkého vypuzení spermatu ze ztopořeného penisu v několika rychle po sobě jdoucích výstřicích, obvykle doprovázené orgasmem v důsledku sexuální stimulace penisu. Ejakulace může nastat též samovolně během spánku (viz poluce) nebo stimulací prostaty. Ejakulace penisu je obvyklá pouze při jeho erekci.

## Průběh
Zatímco erekce je pod vlivem parasympatiku, ejakulace a jevy doprovázející ejakulaci jsou pod vlivem sympatiku.

### Emise
První fází ejakulace je emise, což je vytlačení spermatu z ampula seminalis přes ductus ejaculatorius na semenném pahrbku proti zadní stěně prostatické části močové trubice (urethry). Místní nervová zakončení působí přes centrum v míše stah hladké svaloviny jak ampulí, tak semenných váčků. Kontrahují se po aktivaci ze sympatických eferentních vláken z tzv. ejakulačního centra v míše, které se nachází v bederních segmentech sympatiku (L2–L3). Sympatikus také působí na hladkou svalovinu prostaty, která svými kontrakcemi jednak obohatí testikulární tekutinu o sekret z vlastních žláz, jednak se spolupodílí na emisi, neboť močová trubice prochází i prostatou. Jakmile se prostor mezi pánevním dnem a svěračem močového měchýře naplní, aktivuje se tlakem další reflexní reakce a dojde k vlastní ejakulaci.

### Vlastní ejakulace
Po emisi nastává vlastní ejakulace, která je doprovázena značným pohlavním vzrušením. Ejakulace je uskutečněna hladkými svaly, které se účastní emise (viz výše), hladkým svalstvem močové trubice a stahy kosterních svalů musculus bulbocavernosus a m. ischiocavernosus. Před ejakulací nastane kontrakce vnitřního svěrače močového měchýře, který je z hladké svaloviny. Kromě vrcholného pohlavního vzrušení dochází vlivem sympatiku ke zvýšení srdečního výkonu (zvýšení srdeční frekvence, systolického objemu), tlaku, dýchací frekvence a zvýšení tonu (napětí) kosterního svalstva. Vlivem zvýšené svalové činnosti nastává pocení.

### Orgasmus a vzrušení
Pohlavní vzrušení (pro orgasmus to platí ještě více) je téměř vždy pro muže velmi příjemné a uspokojující. Maximální pohlavní vzrušení se označuje jako orgasmus. Užívá se francouzský termín la petite mort („malá smrt“). Každý z výstřiků je spojen s vlnou sexuální rozkoše, zejména na penisu a v okolní krajině. První a druhý stah svalstva chámovodu a močové trubice je obvykle nejsilnější a vypudí z těla největší objem spermatu. Každý další stah je poté provázen menším množstvím spermatu a slabší vlnou vzrušení. Během ejakulace někteří muži vydávají neúmyslné zvuky jako vzdechy nebo dokonce výkřiky, někteří zažívají stahy svalů na různých částech těla, zřídka po celém těle, pravidelně však stahy řitního svěrače.
Podle studie publikované v roce 2004 měli mít muži, kteří v mládí ejakulovali relativně často, o 20 % snížené riziko výskytu rakoviny prostaty; novější studie však nebyly schopny tento závěr přesvědčivě potvrdit.

## Ejakulát
Ejakulát je tekutina, která je při ejakulaci vystříknuta ven. Je husté konzistence. Ejakulát je průhledný až bílý. Nejdůležitější součástí ejakulátu jsou spermie. Kromě spermií se v ejakulátu nacházejí i podpůrné látky pro spermie (fruktóza, vitamin C aj.), látky umožňující proces oplození jako prostaglandiny a různé bílkoviny apod. Má optimální pH pro spermie (mírně zásadité). Ačkoli je základní funkcí ejakulátu přenos spermií, představuje testikulární tekutina, tj. tekutina z nadvarlete obsahující spermie, jen nejvýše 5 % objemu. Ke složení ejakulátu významněji přispívají žlázy mužské pohlavní soustavy: žlázy seminálních váčků (asi 60–70 %), prostatické žlázy (asi 25–30 %), bulbourethrální (Cowperovy) a urethrální žlázy (dohromady asi 5 až 10 %).

## Ejakulace v mystických naukách

### Taoismus
Některé staré čínské texty přirovnávaly jednu ejakulaci ke třem dnům těžké fyzické práce. Díla pojednávající o vnitřní alchymii radila šetřit životní energii správnou výživou nebo střídmostí v projevování emocí. Zejména se však nedoporučovalo ztrácet esence jin – například sperma a sliny, pročež bylo doporučováno polykání slin a vyhýbání se ejakulaci.
Podle taoisty Liu Chinga si může muž dovolit na jaře vypouštět semeno každé tři dny, v létě a na podzim dvakrát za měsíc, a během zimy by měl své semeno uchovávat a vůbec neejakulovat. Ztrátu jangové energie způsobenou jedním výronem v zimě považoval Ching za 100krát horší než jeden výron na jaře.